# Stephanophyllia complicata
Espèce
Statut CITES
Stephanophyllia complicata est une espèce de coraux appartenant à la famille des Micrabaciidae.